# نیرو (فیلم ۱۹۹۴)
«نیرو» (انگلیسی: The Force (film)) فیلمی در ژانر مهیج به کارگردانی مارک روسمان است که در سال ۱۹۹۴ منتشر شد. از بازیگران آن می‌توان به کیم دلنی و گری هادسون اشاره کرد.